# Ibrahim Drešević
Ibrahim Drešević (en albanés: Ibrahim Dreshaj) (Lilla Edet, 24 de enero de 1997) es un futbolista sueco, naturalizado kosovar, que juega de defensa en el Machida Zelvia de la J1 League de Japón.

## Selección nacional
Es internacional con la selección de fútbol de Kosovo. Fue internacional sub-17 y sub-19 con la selección de fútbol de Suecia, pero para la selección absoluta decidió elegir a Kosovo. Con Kosovo hizo su debut el 10 de octubre de 2019, en un partido amistoso frente a la selección de fútbol de Gibraltar.

## Clubes
| Club                   | País         | Año       |
| ---------------------- | ------------ | --------- |
| IF Elfsborg            | Suecia       | 2016-2019 |
| S. C. Heerenveen       | Países Bajos | 2019-2022 |
| Fatih Karagümrük S. K. | Turquía      | 2022-2024 |
| Machida Zelvia         | Japón        | 2024-act. |